# Metaline Falls
Metaline Falls ist eine Town im Pend Oreille County im US-Bundesstaat Washington. Das U.S. Census Bureau hat bei der Volkszählung 2020 eine Einwohnerzahl von 272 ermittelt.

## Geschichte
Das Auftreten der ersten indigenen Völker im Gebiet des heutigen Metaline Falls datiert auf etwa 12.000 Jahre vor heute. Etwa 1810 kreuzten europäische Pelzhändler erstmals das Gebiet. Die Siedlung Metaline Falls wurde 1900 gegründet; die meisten Einwohner arbeiteten in den Mammoth and Morning Lead-Zinc Mines (Blei- und Zink-Minen). Metaline Falls wurde offiziell am 13. Mai 1911 als Gebietskörperschaft anerkannt.
Die Zug-Sequenzen des 1993 gedrehten Films Benny & Joon wurde in der Gegend um Metaline Falls gedreht; der Film The Postman wurde 1997 teilweise in der Gegend gedreht.

## Geographie
Nach dem United States Census Bureau nimmt die Stadt eine Gesamtfläche von 0,54 km² ein, worunter keine Wasserflächen sind.

### Klima
Metaline Falls hat nach der Klimaklassifikation nach Köppen und Geiger ein feuchtes Kontinentalklima (abgekürzt „Dsb“).
|                        | Jan    | Feb    | Mär    | Apr    | Mai   | Jun   | Jul   | Aug   | Sep   | Okt    | Nov    | Dez    |   |        |
| Mittl. Temperatur (°C) | −4,86  | −2,00  | 2,25   | 7,33   | 12,08 | 15,39 | 19,03 | 18,11 | 13,92 | 7,75   | 0,69   | −2,75  | ⌀ | 7,3    |
| Mittl. Tagesmax. (°C)  | 9,44   | 13,89  | 21,67  | 30,56  | 36,67 | 36,67 | 40,00 | 42,22 | 35,56 | 30,56  | 15,00  | 12,78  | ⌀ | 27,2   |
| Mittl. Tagesmin. (°C)  | −33,89 | −33,33 | −22,78 | −17,22 | −5,56 | −2,22 | −0,56 | 0,56  | −6,67 | −18,33 | −21,11 | −31,11 | ⌀ | −15,9  |
|                        |        |        |        |        |       |       |       |       |       |        |        |        |   |        |
| Niederschlag (mm)      | 76,20  | 57,66  | 53,85  | 45,72  | 59,69 | 68,83 | 31,75 | 27,18 | 43,18 | 67,31  | 78,99  | 85,09  | Σ | 695,45 |
|                        |        |        |        |        |       |       |       |       |       |        |        |        |   |        |
| Regentage (d)          | 14     | 12     | 12     | 10     | 11    | 12    | 6     | 6     | 7     | 11     | 13     | 15     | Σ | 129    |

| −33,89 |

| −33,33 |

| −22,78 |

| −17,22 |

| −5,56 |

| −2,22 |

| −0,56 |

| 0,56 |

| −6,67 |

| −18,33 |

| −21,11 |

| −31,11 |

| −33,89 |

| −33,33 |

| −22,78 |

| −17,22 |

| −5,56 |

| −2,22 |

| −0,56 |

| 0,56 |

| −6,67 |

| −18,33 |

| −21,11 |

| −31,11 |

### Schutzgebiete
- Pacific Northwest National Scenic Trail (teilweise)

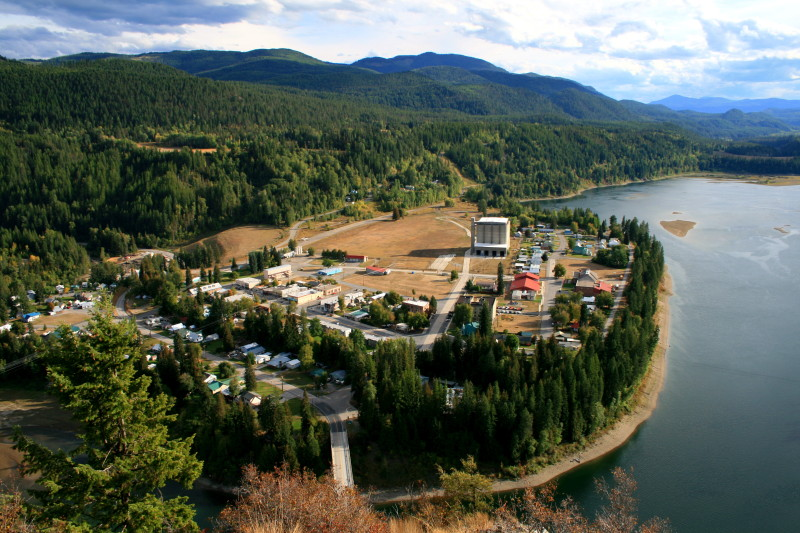

- Colville National Forest
- Salmo-Priest Wilderness

## Demographie
| Jahr | Einwohner¹ |
| ---- | ---------- |
| 1920 | 153        |
| 1930 | 316        |
| 1940 | 453        |
| 1950 | 547        |
| 1960 | 469        |
| 1970 | 307        |
| 1980 | 296        |
| 1990 | 210        |
| 2000 | 223        |
| 2010 | 238        |
| 2020 | 272        |

¹ 1920–2020: Volkszählungsergebnisse

### Census 2000
Nach der Volkszählung von 2000 gab es in Metaline Falls 223 Einwohner, 122 Haushalte und 52 Familien. Die Bevölkerungsdichte betrug 410 pro km². Es gab 192 Wohneinheiten bei einer mittleren Dichte von 353 pro km².
Die Bevölkerung bestand zu 96,86 % aus Weißen, zu 1,35 % aus Asiaten, zu 0,4 % aus anderen „Rassen“ und zu 1,35 % aus zwei oder mehr „Rassen“. Hispanics oder Latinos „jeglicher Rasse“ bildeten 0,45 % der Bevölkerung.
Von den 122 Haushalten beherbergten 18 % Kinder unter 18 Jahren, 36,1 % wurden von zusammen lebenden verheirateten Paaren, 4,9 % von alleinerziehenden Müttern geführt; 56,6 % waren Nicht-Familien. 54,1 % der Haushalte waren Singles und 21,3 % waren alleinstehende über 65-jährige Personen. Die durchschnittliche Haushaltsgröße betrug 1,83 und die durchschnittliche Familiengröße 2,79 Personen.
Der Median des Alters in der Stadt betrug 49 Jahre. 19,3 % der Einwohner waren unter 18, 3,6 % zwischen 18 und 24, 21,1 % zwischen 25 und 44, 33,2 % zwischen 45 und 64 und 22,9 65 Jahre oder älter. Auf 100 Frauen kamen 95,6 Männer, bei den über 18-Jährigen waren es 85,6 Männer auf 100 Frauen.
Alle Angaben zum mittleren Einkommen beziehen sich auf den Median. Das mittlere Haushaltseinkommen betrug 17.083 US$, in den Familien waren es 35.250 US$. Männer hatten ein mittleres Einkommen von 36.250 US$ gegenüber 18.333 US$ bei Frauen. Das Pro-Kopf-Einkommen betrug 16.390 US$. Etwa 24,4 % der Familien und 33,2 % der Gesamtbevölkerung lebte unterhalb der Armutsgrenze; das betraf 48,1 % der unter 18-Jährigen und 16,2 % der über 65-Jährigen.

### Census 2010
Nach der Volkszählung von 2010 gab es in Metaline Falls 238 Einwohner, 124 Haushalte und 54 Familien. Die Bevölkerungsdichte betrug 437,6 pro km². Es gab 206 Wohneinheiten bei einer mittleren Dichte von 378,8 pro km².
Die Bevölkerung bestand zu 94,5 % aus Weißen, zu 0,4 % aus Afroamerikanern, zu 2,1 % aus Indianern, zu 0,8 % aus Asiaten, und zu 2,1 % aus zwei oder mehr „Rassen“. Hispanics oder Latinos „jeglicher Rasse“ bildeten 1,7 % der Bevölkerung.
Von den 124 Haushalten beherbergten 24,2 % Kinder unter 18 Jahren, 36,3 % wurden von zusammen lebenden verheirateten Paaren, 4 % von alleinerziehenden Müttern und 3,2 % von alleinstehenden Vätern geführt; 56,5 % waren Nicht-Familien. 49,2 % der Haushalte waren Singles und 18,5 % waren alleinstehende über 65-jährige Personen. Die durchschnittliche Haushaltsgröße betrug 1,92 und die durchschnittliche Familiengröße 2,91 Personen.
Der Median des Alters in der Stadt betrug 48,3 Jahre. 20,6 % der Einwohner waren unter 18, 4,6 % zwischen 18 und 24, 18,9 % zwischen 25 und 44, 37,8 % zwischen 45 und 64 und 18,1 65 Jahre oder älter. Von den Einwohnern waren 47,9 % Männer und 52,1 % Frauen.